# 山崎香佳
山崎 香佳（やまさき きょうか、1997年9月15日 - ）は、毎日放送（MBS）のアナウンサー。

## 来歴
熊本県熊本市の出身で、熊本マリスト学園高等学校から西南学院大学人間科学部に進学。大学時代には、RKB毎日放送（MBSと同じJNN・JRN加盟局）が運営するRKBアナウンススクール（現在の RKBアナスク）で、アナウンス技術の研鑽を積んでいた。
大学卒業後の2020年4月1日付で、川地洋平と共に、アナウンサーとして毎日放送に入社した。毎日放送は1959年3月1日（当時の社名は「新日本放送」）からテレビ放送事業（1975年3月31日のネットチェンジ以降はJNNに加盟）とラジオ放送事業（JRNとNRNに加盟）を兼営してきたが、2021年4月1日付でラジオ放送事業を「株式会社MBSラジオ」へ移管した。このため、山崎はテレビ・ラジオ兼営体制の毎日放送へ最後に入社した女性アナウンサーに当たる。
毎日放送入社後の2020年8月14日（金曜日）に、『ありがとう浜村淳です』の「朝からようこそ」（10時台のゲストコーナー）で、川地と揃ってMBSラジオの番組に初めて出演した。同月18日には、午前11時台にラジオの『MBSニュース』（『松井愛のすこ〜し愛して♥』への内包分）で「初鳴き」（同局での本格的な番組デビュー）。同日の午後2時台には、自己紹介を兼ねて『ちちんぷいぷい』へ川地と揃って出演したことによって、MBSテレビ制作番組へのデビューも果たした。『ちちんぷいぷい』では、同年の10月改編から、他のアナウンサーと共同で「SDGsのススメ」というコーナーを担当。11月2日からは、『痛快!明石家電視台』のアシスタントも務める。
毎日放送がテレビ単営局へ移行した2021年4月1日からは、アナウンス職のまま同社の総合編成局（同日付で新設）へ在籍する一方で、株式会社MBSラジオが制作・放送する番組にも「MBSアナウンサー」として出演。同年10月からは、前年（2020年）の川地に続いて、1万人の第九（毎日放送が1983年から毎年12月の上旬に大阪城ホールで主催するコンサート）の「宣伝隊長」として活動している。

## 人物
身長160cm（2021年6月時点）。
特技は鶏肉の部位を見分けることで、大学生時代に居酒屋のアルバイト（串打ち）で見分け方を身に付けたという。また、祖父がペットとして一時イノシシを飼育していたため、イノシシのしつけも得意である。
アナウンサーを志すようになったきっかけは、西南学院大学へ入学したばかりの2016年4月中旬に、実家と祖母宅が熊本地震で被災したことにある。自身は大学のある福岡県内に居住していたため、熊本県内で被災した家族と連絡が取れずに不安な日々を過ごしていたが、地元局のアナウンサーが福岡県内のネット局を通じて伝える情報へ接するうちに落ち着きを取り戻したという。
3歳上の実姉・唯衣は大分大学の出身で、卒業後の2017年からアナウンサーとして大分放送（OBS）へ勤務した後に、香佳のMBS入社と同じ2020年に地元局の熊本朝日放送（KAB、ANN加盟局）へ移籍。移籍後は、報道部の記者を兼務していた（2022年退職）。香佳の新人研修中には、アナウンサーの先輩として、電話で厳しいアドバイスを受けたという。香佳によれば、唯衣は「自宅で食事を共にしている時にもグルメリポートを意識しているほどの努力家」とのことで、目標にしたいアナウンサーにも唯衣の名を挙げている。
出身地の熊本県や、唯衣が大分放送へ勤務していた時期に生活していた大分県に温泉が多いことを背景に、姉妹揃って温泉ソムリエの資格を保有している。香佳によれば、自身の大学生時代に両県などで姉妹揃って温泉へ赴いているうちに、「温泉に入るだけではもったいない」という唯衣の一言がきっかけで在学中に温泉ソムリエの資格を取得したという。毎日放送入社後の2023年に普通自動二輪車（いわゆる「中型バイク」）の運転免許も取得していて、温泉やオートバイに関する体験談を出演番組で披露することも相次いでいる。その一方で、運動が苦手なことを自認していながら、2024年10月からは毎週木曜日に『よんチャンTV』で「山崎アナの発掘まち自慢!自転車たび」という冠企画を担当。翌週以降の放送に向けたロケの一環で、早朝から日没近くまで自転車で長い距離を走行した後に、最終目的地から夕方（17時台）の生中継に出演している。
毎日放送での「初鳴き」から10日後（2020年8月28日）には、午後のラジオニュース（『MBSニュース』）向けのシフト勤務中に「（日本国内閣総理大臣への連続在任日数が歴代最長の2803日にまで達していた）安倍晋三が同職を辞する意向を固めた」との一報が毎日放送の報道局へ入ったことを受けて、同局で放送中の番組では最も早く、その旨の速報を『こんちわコンちゃんお昼ですょ!』の中で伝えた。先輩アナウンサーの福島暢啓によれば、「アナウンサーという職業に就いている以上、大きいニュースを（自分でいち早く）伝えることに憧れがあるので、そのことを（自分と違って）1年目で経験できた山崎が羨ましい」という。

## 現在の担当番組
- MBSニュース（テレビ・ラジオとも）
  - 水曜深夜～木曜早朝の宿直勤務に隔週で就いていた2021年10月から2023年3月まで、『THE TIME,』（TBSテレビ制作の全国ネット番組）内のローカルニュース&気象情報（午前6時台の「エリア情報」枠）・ローカルニュース（午前7時台の同枠＝プロ野球シーズン中の月曜日は阪神タイガースの情報コーナーに充当）へ隔週木曜日に出演[13]。2022年4月からは、『THE TIME,』に続いて『ありがとう浜村淳です』（MBSラジオ）内の定時ニュース（午前9時台）も担当していた。テレビでの定時ニュースについては、土曜日の夕方（『報道特集』への内包分）や日曜日の夕方（『Nスタ』日曜版への内包分）に出演することも多い。

毎日放送が在阪局でいち早く国際連合の「SDGメディア・コンパクト」へ参加していることを背景に、テレビ・ラジオ兼営局時代の2020年10月からは、国際連合が定める「SDGs17の目標」を啓発するアナウンサー企画にも参加している。
「SDGsのススメ」（2020年10月19日から2021年3月1日まで『ちちんぷいぷい』で毎週月曜日に放送されたロケ企画）では、8番目の目標（「働きがいも　経済成長も」）関連の取材を担当。『ちちんぷいぷい』の終了後は、後継番組の『よんチャンTV』内で5秒間放送される「みんなでやろう!SDGs」で、8番目の目標達成に向けた標語紹介のVTRに登場している。

### テレビ
- 痛快!明石家電視台（第8代アシスタント、2020年11月2日 - ）
  - アシスタントへの起用前週（2020年10月26日）放送分の「実際どうなん!?MBS若手アナウンサースペシャル」で初出演。毎日放送の新人アナウンサーからのアシスタント起用は、第一子の懐妊に伴って同年10月12日放送分で降板していた前任者（第7代）の辻沙穗里（2018年入社）に続いて2人目である。
  - 2021年の初回（1月11日）に放送された「実際どうなん!?さんまびっくりスペシャル」には、実母が特別に出演。「大ファン」であることを自認している明石家さんまとのクロストークや、香佳との「母子共演」を初めて果たした[14]。
  - 自身の起用前（1990年の4月）から月曜日の深夜（火曜日の未明）に編成されていたレギュラー放送枠を、土曜日の15時（午後3時）台へ移動した2022年10月1日以降の放送でもアシスタントを継続。
- よんチャンTV （2021年3月31日 - ）
  - 2023年4月5日までは、毎週水曜日に放送されるロケ企画（「関西2府4県 vsとなり町」→「祇園のクイズこの町No.1」）のリポーターとスタジオ進行をレギュラーで担当。隔週水曜日には、本番を終えてから宿直勤務に就いていた。「祇園のクイズこの町No.1」が終了した同年4月からは、金曜日に生中継企画のリポーターを海渡未来（後輩アナウンサー）との隔週交代で務めているほか、月に1回のペースで放送される「旬食材の現場」（食材の生産・加工現場への取材ロケ企画）のリポートとスタジオ進行も担当。
  - 2022年に入ってからは、先輩のアナウンサー（主に野嶋紗己子）が本来務めている「サブキャスター」（同年3月までの名称は「スタジオ担当」）を随時代行。同年の10月改編からは、海渡が月曜日のフィールドキャスターへ異動したことを受けて、生中継のリポートを毎週金曜日に担当していた。
  - 2024年3月28日からは、自身の苗字を冠した生中継企画を毎週木曜日に担当。同年9月26日まで放送されていた「山崎アナの欲張り!たべほ娘。」（生中継によるグルメリポート企画）では、ピンク色の法被を着用しながら「たべほ」（食べ放題）関連のリポートに臨んでいた。10月10日から担当している「山崎アナの発掘まち自慢!自転車たび」では、「自転車たび」（サイクルツーリズム）を関西地方の「まち」（九州育ちの自身にとって縁の薄かったエリア）で数日にわたって体験しているほか、ロケ中の「アポ取り」（テレビカメラでの撮影を伴う取材の交渉）やロケVTRのナレーションも任されている。
- せやねん! （第1部のグルメ紹介コーナー「どこいこ?」プレゼンター）
  - 2022年度からスタジオでプレゼンターを務めていた前田春香（後輩アナウンサー）が、喉の不調を理由に2023年5月9日から7月31日まで休養に入っていたことを背景に、5月13日から8月26日までの放送分でプレゼンターを暫定的に代行。前田が2024年3月30日放送分で卒業したことを受けて、翌週（4月6日放送分）からプレゼンターに復帰している。
- ごぶごぶ
  - 米倉利紀をゲストに迎えた2020年10月6日放送分から、大阪市内のロケ地の移動に大型の観光バスを使用する回で、移動中に収録するゲストとのトークパートを先輩のアナウンサーと交互に進行。出演は不定期ながら、実際には他のアナウンサーより担当の頻度が高い。
- イマドキめくる!?（2024年1月から毎月最終金曜日の9:55 - 10:24に放送） - 先輩アナウンサーで上司の藤林温子と共同でMCを担当。
  - 「イマドキ」（最新のエンタテインメントやサービス）に関する情報を日本全国から1ヶ月単位で紹介する番組で、当初は2024年3月までの放送を予定していた。実際には翌4月以降も放送を続けているが、放送回によっては、他の同僚アナウンサーが藤林のパートナーを務めることがある。

### ラジオ
- 上泉雄一のええなぁ!
  - 平日夕方版（月曜日のコーナーレギュラー）：2021年4月12日 - 9月27日
    - 前月（2021年3月29日）まで出演していた藤林から「知ってええなぁ!ちなみNEWS」など）の進行役を継承したほか、「週刊カネスポ」（月曜パートナー・金村義明によるスポーツ評論コーナー）のナレーションを担当。ただし、『痛快!明石家電視台』が隔週月曜日に収録されることから、収録しないことがあらかじめ決まっている週にのみ出演していた。
    - 2021年10月改編で放送枠を夕方から早朝へ移動することに伴って、月曜夕方分の最終回で降板。最終回では、通常は出演しない「ぐるっとご当地看板娘」（16時台後半のコーナー）に、熊本県の「看板娘」として登場した。

  - 平日早朝版（木曜日→水曜日のパートナー）：2023年4月6日 - 
    - 前月まで隔週水曜日の深夜 - 木曜日の早朝に担当していた宿直勤務や、前日まで『よんチャンTV』で毎週水曜日に担当していた「祇園のクイズこの町No.1」の終了を受けて、レギュラー出演を1年半振りに再開した。平日夕方版と違って全編に出演することから、午前6・7時台に内包されている『MBSニュース』も担当。
    - 2023年7月27日には、夏季休暇を取得していた上泉雄一（上司に当たるアナウンサー）に代わってメインパーソナリティを担当。番組のタイトルもこの日に限って『山崎香佳のええなぁ!』に改めていたが、ラジオの生放送番組でメインパーソナリティを任されること自体が初めてであったため、毎日放送グループでスポーツ中継を長らく担当している森本栄浩（シニアアナウンサー）が「パートナー代理」として同席していた。
    - 2024年3月27日より、出演曜日を水曜日に変更。『よんチャンTV』で毎週木曜日の早朝から「山崎アナの発掘まち自慢!自転車たび」向けのロケへ臨むようになった同年10月以降も、出演を続けている。
- TOROMI RADIO（2020年12月6日 - 、毎週日曜日16:30 - 17:00） 
  - 2023年3月5日放送分までは、「スクープリポーター」という肩書で、飲食店への取材リポートを担当していた。初代アシスタントで先輩アナウンサーの玉巻映美が翌6日から産前産後休暇へ入ったことを受けて、12日放送分からアシスタントを担当。
- DJ KO-TAROの+musicレディオ（2022年4月1日 - 、基本として毎週土曜日1:00 - 1：30→月曜日の0:30 - 1:00→月曜日の0:00 - 0:30）
  - 清水麻椰（先輩アナウンサー）の後任扱いで、スタジオ収録でのアシスタントに加えて、アーティストへのインタビューを随時担当。
- 松井愛のすこ〜し愛して♥水曜日（2023年4月5日 - ）
  - レギュラー出演の開始前から、シフト勤務の一環で番組内の「MBSニュース」を随時担当していた。2023年の4月改編で「山崎香佳のきょうから使えるニュース」という冠コーナーが設けられたことに伴って、レギュラー出演を開始。2024年4月以降は、『上泉雄一のええなぁ!』でも水曜日のパートナーを務めるようになったため、同番組の本番後に出演している。
- コトノハ（不定期）
  - 「コトノハ」（言葉）にこだわった毎日放送アナウンサー室制作の事前収録番組で、2021年10月4日から毎週月曜日（2023年9月25日までは21:45 - 22:00 → 同年10月2日以降は21:30 - 21:45）に放送。出演回によっては、自身と同じ温泉ソムリエである大吉洋平（12年先輩のアナウンサー）を相手に、温泉ソムリエの立場でリスナーに勧めたい温泉のプレゼン対決に臨むこともある。
- 空飛ぶ劇場ラヂオ（不定期）
  - 毎日放送グループが2024年3月からJPタワー大阪内で運営する「SkyシアターMBS」のPRを兼ねた（演劇を含む）ライブパフォーマンス作品の情報番組で、2023年11月6日から『コトノハ』の直後（毎週月曜日の21:45 - 22:00） に放送。本来は福島暢啓・村田元（「SkyシアターMBS」初代支配人）と共にパーソナリティを務める前田春香が何らかの事情で収録へ参加できない場合には、前田のポジションを代行している。

## 過去の担当番組

### テレビ
- ちちんぷいぷい
  - 2020年8月18日放送分で、自己紹介を兼ねて、「きょうの話題に」（14時台後半のコーナー）へ川地と揃って出演。前述した「初鳴き」を3時間半前に終えていたことから、その模様を収録した映像も放送された。
  - 2020年10月7日（水曜日）放送分から、「へぇ～のコトノハ」（毎日放送のアナウンサー室による調査企画コーナーで月・水曜日→水曜日の15時台に放送）の調査ロケやスタジオ報告を随時担当。丑年である2021年の「年女」（24歳の女性）に当たることから、同年1月1日放送の『ちちんぷいぷい特別編　へぇ～のコトノハ新春スペシャル』で「丑」にちなんだ調査ロケ（富山県魚津市で「牛」という苗字の住民を探す企画）を担当した。
  - 放送最終週に当たる「フィナーレウィーク」（2021年3月8 - 12日）では、毎日放送の「これから」を担うアナウンサーの1人として、「あれから生中継」（入社前の放送で先輩アナウンサーが取材した人物や場所を改めて紹介する企画）のリポーター[注 7]に起用。「フィナーレウィーク」最終日にして番組自体の最終回（12日）の生中継リポートを任された。この日の中継先は「関西の先っちょ」の1つ（関西地方の最北端）に当たる経ヶ岬（京都府京丹後市）で、アナウンサーが単独でリポートを担当した前日（11日）までの中継から一転して、「先っちょマン」（『痛快!明石家電視台』で共演の間寛平が扮する「先端恐怖症という設定のキャラクター）が同行している[15]。
- MBSマンスリーリポート（2020年9月6日）
  - アナウンス研修中から『ちちんぷいぷい』初出演への直後まで、川地と共に密着取材を受けた模様が放送された。
- ミント!
  - 2020年9月23日（水曜日）に放送された「わざわざグルメ調査隊」向けのロケに、シャンプーハットてつじとのコンビで初出演。MBSテレビ制作番組でのロケリポートも初めてであった。翌週（9月30日）以降も、同コーナーでてつじと共に、最終回（2021年3月3日放送分）までリポーターを担当。
  - わざわざグルメ調査隊」以外にも、「ナゼトキ!」（調査ロケ企画）の金曜分で、笑い飯哲夫による寺社仏閣への取材に随時同行。本編自体の最終回（2021年3月3日放送分）で、哲夫が「（『ちちんぷいぷい』時代から続けてきた）寺社仏閣取材の原点」と称する向原寺（奈良県明日香村）を哲夫と訪れた模様が、「ナゼトキ!」の最終回として放送された。
- 三度の飯よりアレが好き!
  - 放送期間（2022年度）において毎日放送での社歴が5年目以下（自身と川地は3年目）のアナウンサーが、スタジオMCやロケリポートを交互に担当していた番組で、同年4月30日から原則として毎週土曜日の16時台に関西ローカルで放送。初回は生放送で、MCを任されていた。
  - 第2回以降の放送でも他のアナウンサーに比べてMCを務める機会が多く、『痛快!明石家電視台』の放送枠が土曜放送分の前枠（15時台）へ移動した2022年10月以降は、土曜日で放送する場合に『明石家電視台』から放送上2番組連続で登場することがあった。
- グッジョブ!（2023年度）
  - 上泉がMCを務めていた関西ローカル向けの情報番組で、毎日放送が主催・後援するイベントなどに関するロケ取材を単独（または同僚アナウンサーとのコンビ）で随時担当。
- サタデープラス（2023年7月8日）
  - 毎日放送（関西地方）では『せやねん!』の前枠に編成されている全国ネット向けの生放送番組で、サブMCの清水麻椰（先輩アナウンサー）が体調不良を理由にスタジオへの出演を見合わせたことを受けて、サブMCを急遽代行。前述した事情から、本番後には『せやねん!』内の「どこいこ?」でもプレゼンターを代行した。

2020年10月からは一時、放送予定のテレビ番組を紹介する関西ローカル向けスポットCMのオープニング映像にも、単独で登場していた。

### ラジオ
- ありがとう浜村淳です（2020年8月14日、川地と揃って「朝からようこそ」へゲストで出演）
- ばんぱく宣言 われら21世紀少年団
  - 2020年9月7日放送分に、川地と揃って初出演。同年の10月改編から2023年4月3日まで、同僚アナウンサー（川地などの）との週替わり方式でパーソナリティを務めていた。
- 茶屋町ヤマヒロ会議（2020年10月4日、チーフアナウンサーの関岡香・川地と揃ってゲスト出演）
- MBSナイトポケット　ツイミュー!（2020年11月17日の20:00 - 21:50に生放送、川地および上司の上泉雄一と共にパーソナリティを担当）
- MBSアナウンサー松川・藤林・山崎の韓国学ばナイト
  - 2020年12月1日の「ナイト」（20:00 - 21:00）にMBSラジオのYouTube公式チャンネルでライブ配信を実施してから、同月30日の14:30 - 15:00にダイジェスト音源を放送した韓国情報番組で、先輩アナウンサーの松川浩子・藤林温子と共演。
- あどりぶラヂオ（不定期）
  - 2020年1月6日未明放送分から、事前収録によるトークパートを単独で担当。
- 福島のぶひろの、こいつぁ春から、ぁ縁起が～いいんじゃない?（2021年1月2日）
  - 「福島のぶひろ」（福島）と関岡香（いずれも先輩アナウンサー）がパーソナリティを務める新春特別番組で、「アナ1年目&フリー1年目　飛躍の年でいいんじゃない?」（14時台のコーナー）へ、川地や「フリー1年目」の石井亮次（中部日本放送→CBCテレビ出身のフリーアナウンサー）と共にゲスト出演。
- 新・りえ○のトレンドジャンキー（2021年1月から2022年1月まで毎週日曜日の深夜に放送） - リポーターとして不定期で出演
- ポチっとMini枠（2023年5月29日 - 6月1日）
  - 本来は「夕方もポチっとMラジ」月 - 木曜分の16時台終盤（16:53 - 17:00）に内包されている事前収録のコーナーで、主に毎日放送の現職アナウンサーから1名が週替わりでパーソナリティを担当。

### テレビ(MBS入社前)
テレビ熊本
- 若っ人ランド
  - 「若っ人研究生」のひとり。

RKB毎日放送
- サンデーウォッチ
  - RKBアナウンススクールからの推薦[2]で出演。

## 連載記事
- 『スポーツニッポン』大阪本社発行版「山崎キョーカ中」（2021年4月から1年間にわたって偶数月に1回のペースで掲載）